# Nikão
Maycon Vinicius Ferreira da Cruz (Belo Horizonte, 1992. július 29. –), ismert nevén Nikão, brazil labdarúgó, az Athletico Paranaense középpályása.
A Santos FC akadémiáján tanult, ahonnan 2010-ben az Atlético Mineiro csapatához került. A brazil labdarúgó-bajnokság első osztályában 2010. október 10-én mutatkozott be, miután a második félidőben becserélték.
A csapatnál ritkán kapott játéklehetőséget, majd a másodosztályban játszó Vitóriához került kölcsönbe. Ideiglenes szerződésekkel a Bahia, a Ponte Preta, az América Mineiro és a Ceará csapatoknál játszott.
2015. január 14-én hároméves szerződést írt alá az Athletico Paranaense csapatával.